# بيكهام (مسلسل وثائقي)
بيكهام هو مسلسل وثائقي عن نجم كرة القدم الإنجليزية السابق ديفيد بيكهام، يتكون من أربعة حلقات تم إنتاجه سنة 2023 من نتفليكس.

## الاستقبال

### الإستقبال النقدي
حصل المسلسل مراجعات ايجابية من قبل النقاد بلغت 88%على موقع روتن توميتوز. حيث أجمع النقاد على أنها سلسلة تتناول أكثر من كرة القدم ورجل واحد، وانه حتى لو لم تكن مهتما بكرة القدم فبإمكانك مشاهدة الوثائقي حيث سلط الاضواء على تضارب المسيرة المهنية لبيكهام كلاعب كرة القدم مع حياته الاسرية بعد زواجه من نجمة فرقة سبايس غيرلز فيكتوريا آدامز حيث عرفت علاقتهما صعودا و هبوطا ومراحل من اليأس و الانتصار. كما نجح المخرج فيشر ستيفنز في كشف الجانب الانساني والشخصي لبيكهام من تربية النحل في مزرعته إلى الأعمال المنزلية وانخراطه في الأعمال الخيرية. كما حصل الوثائقي على تنقيط 8.1/10 على موقع Imdb بناءا على أكتر من 37 ألف مصوت.

### الإستقبال الجماهيري
على المستوى الجماهيري حقق الوثائقي نجاحا كبيرا على منصة نتفليكس حيث حصد 12.4 مليون مشاهدة في اول أسبوع له و 30 مليون مشاهدة بعد مرور ثلاثة أسابيع من صدوره.